# HD 187235
HD 187235，又名BD+38 3758，SAO 68859、HR 7543，是一颗恒星，视星等为5.77，位于銀經72.99，銀緯6.57，其B1900.0坐标为赤經19h 43m 54.8s，赤緯+38° 6.57′ 36″。